# Lídia Vives i Rodrigo
Lídia Vives i Rodrigo (Lleida, 29 de gener de 1991) és una artista visual catalana especialitzada en fotografia artística. El seu treball es caracteritza per crear entorns pictòrics, l'ús del color i els missatges velats que amaga en les seves fotografies, incitant l'espectador a veure-hi més enllà. Vives utilitza el maquillatge, les perruques, el Photoshop i els vestits per a dotar cada personatge d'una actitud i personalitat diferent, convertint el seu propi cos en un mitjà d'expressió artística.
Ha col·laborat amb grups musicals com Love of Lesbian i Projecte Mut, i ha treballat amb revistes internacionals com Esquire, Vogue Italia i Worbz. El 2015 va exhibir la seva sèrie Sex al Museu del Louvre i el 2019 va ser considerada com un dels «23 fotògrafs de retrat a seguir a internet».

## Trajectòria
Vives va estudiar Belles Arts a la Universitat de Barcelona. Inspirada en els artistes renaixentistes italians i barrocs es va especialitzar en fotografia, sota la influència del treball d'Henri Cartier-Bresson, Tim Walker, Steven Klein, Annie Leibovitz i Guy Bourdain.
La seva primera sèrie fotogràfica i exposició, Wonderland, va ser exhibida a Lleida el 2013, una sèrie de fotografies en què reinterpretava la història d'Alícia en terra de meravelles, de Lewis Carrol, basades en els seus malsons, pors i obsessions. El 2017, va escriure el seu primer llibre, Òpera prima, el qual conté microcontes acompanyats de fotografies.

## Obra publicada
- Ópera prima.  Alcoi: Luhu, 2017. ISBN 978-84-947125-1-7.